# Кудрявцев, Александр Михайлович (теннисист)
Александр Михайлович Кудрявцев (род. 26 октября 1985, Свердловск, РСФСР, СССР) — российский теннисист.

## Общая информация
Александр женат; у него и его супруги Рушаны есть сын Егор (род. 2007) и Дочь София (2023)
Кудрявцев в теннисе с шести лет. Стиль игры россиянина больше подходит к медленным и среднескоростным кортам.

## Спортивная карьера
Профессиональную карьеру начал в 2002 году. Дебют состоялся на турнире серии ATP Challenger в Брашове, против Кристофера Каса, которому Кудрявцев уступил 2-6, 2-6. В апреле 2006 года впервые пробился в финал турнира серии ITF Futures, а в январе 2007 года на турнире данной серии завоевал первый титул победителя. Вторую победу на турнире Futures он одержал в мае 2007 года. В начале сезона 2008 года, пройдя на турнире в Ченнае три раунда квалификационного отбора, дебютирует в основной сетке на турнире мирового тура ATP. В первом раунде он в трех сетах обыграл местного теннисиста Пракаша Амритража 6-3, 4-6, 7-6(8). Во втором он уступает 17-му на тот момент в мире теннисисту испанцу Карлосу Мойе, сумев выиграть один сет 3-6, 7-6(4), 2-6. В апреле того же года проходит через квалификацию на турнир в Эшториле, где уступает в первом же раунде. В июле 2008 года ему удалось пробиться в основную сетку турнира серии Мастерс в Торонто. В первом круге этого турнира он обыграл немца Филиппа Кольшрайбера 6-2, 7-6(7), а во втором уступил французскому теннисисту Ришару Гаске. Осенью 2008 года участвует в основной сетке в трех турнирах ATP в Пекине, Москве и Санкт-Петербурге, но везде уступает в первом же раунде.
В феврале 2009 года дошел до финала на турнире серии Challenger в Вроцлаве. В решающем поединке он уступил Михаэлю Берреру из Германии 3-6, 4-6. В марте и апреле 2010 года выигрывает два турнира серии ITF Futures. В июне пробился в основную сетку турнира в Халле, где в первом раунде не смог переиграть Юргена Мельцера 6-3, 6-7(2), 2-6. В сентябре дошел до финала на турнире Challenger в Бангкоке, где проиграл Григору Димитрову 4-6, 1-6. В январе 2011 года на турнире в Ченнае дошел до второго раунда. В марте на турнире Challenger в Гуанчжоу дошел до финала. В сентябре тот же результат на турнире Challenger в Шанхае. В октябре 2011 года на турнире в Санкт-Петербурге совместно с Михаилом Елгином впервые выходит в финал турнира ATP. В решающем матче российская пара уступила британцам Колину Флемингу и Россу Хатчинсу 3-6, 7-6(5), [8-10].

## Рейтинг на конец года
| Год  | Одиночный рейтинг | Парный рейтинг |
| 2013 | 270               | 364            |
| 2012 | 275               | 321            |
| 2011 | 158               | 77             |
| 2010 | 159               | 192            |
| 2009 | 205               | 120            |
| 2008 | 208               | 148            |
| 2007 | 255               | 97             |
| 2006 | 652               | 332            |
| 2005 | 811               | 512            |
| 2004 | 1 029             | 464            |
| 2003 | 1 212             | 1 542          |
| 2002 | 1 331             | 1 536          |
| 2001 |                   | 1 536          |

## Выступления на турнирах

### Финалы турнировATPв парном разряде (1)

#### Поражения (1)
| Легенда                    |
| -------------------------- |
| Турниры Большого шлема (0) |
| Финал АТР-тура (0)         |
| ATP Мастерс 1000 (0)       |
| АТР 500 (0)                |
| АТР 250 (0)                |

| Титулы по покрытиям | Титулы по месту проведения матчей турнира |
| ------------------- | ----------------------------------------- |
| Хард (0)            | Зал (0)                                   |
| Грунт (0)           | Зал (0)                                   |
| Трава (0)           | Открытый воздух (0)                       |
| Ковёр (0)           | Открытый воздух (0)                       |

| №  | Дата            | Турнир                  | Покрытие | Партнёр      | Соперники в финале         | Счёт              |
| 1. | 30 октября 2011 | Санкт-Петербург, Россия | Хард(i)  | Михаил Елгин | Колин Флеминг Росс Хатчинс | 3-6 7-6(5) [8-10] |